# John Geiser McHenry

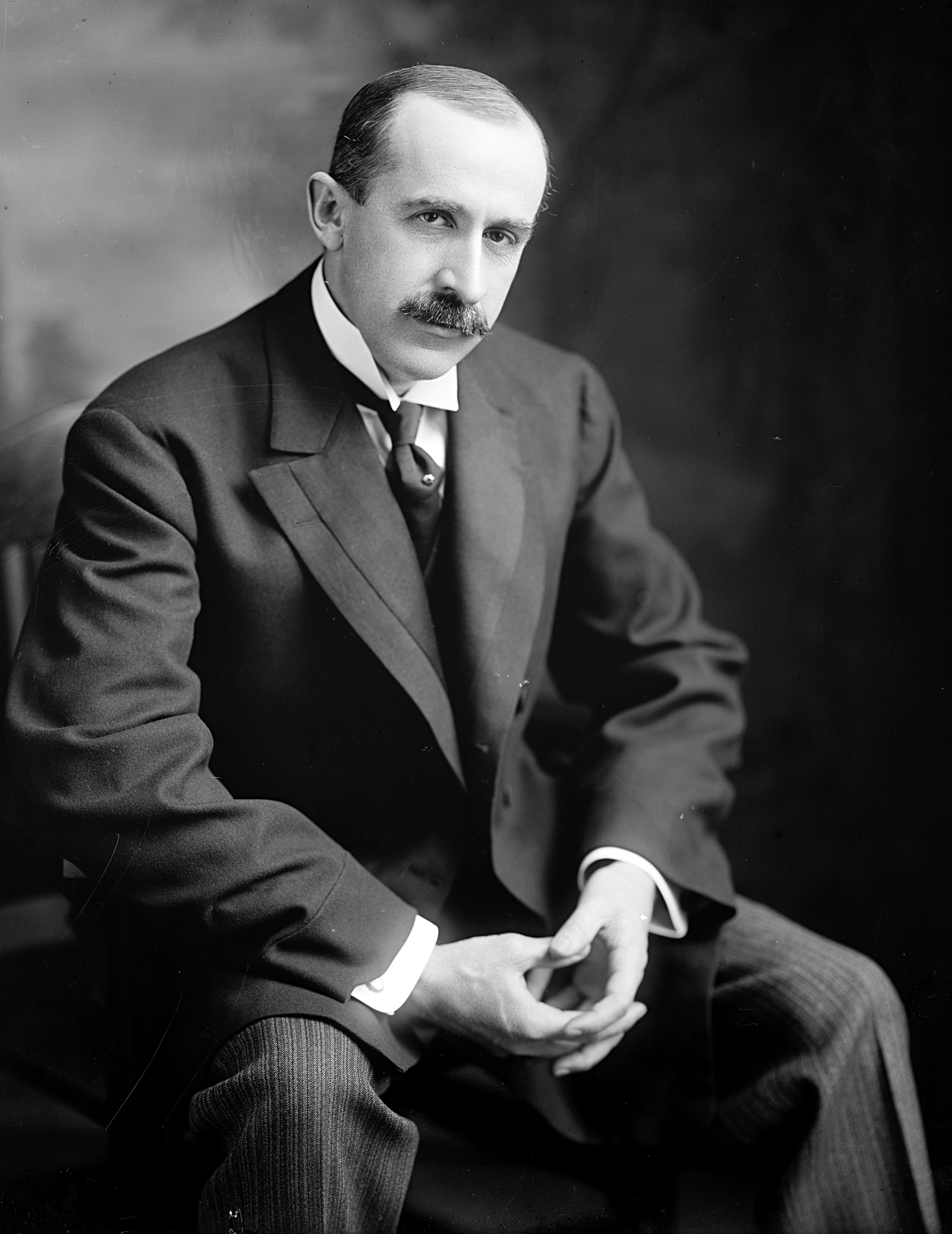
John Geiser McHenry

John Geiser McHenry (* 26. April 1868 in Benton Township, Columbia County, Pennsylvania; † 27. Dezember 1912 in Benton, Pennsylvania) war ein US-amerikanischer Politiker. Zwischen 1907 und 1912 vertrat er den Bundesstaat Pennsylvania im US-Repräsentantenhaus.

## Werdegang
John McHenry besuchte die öffentlichen Schulen seiner Heimat und die Orangeville Academy. Danach arbeitete er im Bankgewerbe, im Handwerk und in der Landwirtschaft. Er gründete die Farmer-Genossenschaftsbanken (Grange National Banks) im Staat Pennsylvania. Politisch schloss er sich der Demokratischen Partei an.
Bei den Kongresswahlen des Jahres 1906 wurde McHenry im 16. Wahlbezirk von Pennsylvania in das US-Repräsentantenhaus in Washington, D.C. gewählt, wo er am 4. März 1907 die Nachfolge des Republikaners Edmund W. Samuel antrat. Nach zwei Wiederwahlen konnte er bis zu seinem Tod am 27. Dezember 1912 im Kongress verbleiben.